# FEVAL
FEVAL o Institución Ferial de Extremadura es una organización dedicada a la promoción y dinamización de distintos sectores empresariales  de la Comunidad Autónoma de Extremadura localizada en la localidad pacense de Don Benito. Organizativamente es un consorcio público formado por la Junta de Extremadura, la Diputación de Badajoz, la Diputación de Cáceres y el Ayuntamiento de Don Benito.
La institución tiene más de veinticinco años de experiencia en las actividades feriales y de organización de eventos comerciales. Desde el año 2000, inició su actividad como motor de innovación y dinamizador de las TIC en el ámbito empresarial, desarrollando proyectos de incubación de empresas nuevas y emprendedores, formación en tecnología, etc.
En cuanto al recinto de FEVAL, este cuenta con 20.000 m² de espacio de exposición exterior, 22.000 m² de pabellones cubiertos y el Edificio del Centro Tecnológico, que cuenta con más de 10.000 m². Todo ello dentro del mismo recinto que a su vez posee aparcamientos y jardines. En total, todo el recinto ocupa 120.000 m².